# Puntius layardi
Puntius layardi är en fiskart som först beskrevs av Günther, 1868.  Puntius layardi ingår i släktet Puntius och familjen karpfiskar. Inga underarter finns listade i Catalogue of Life.